# 트라다테
트라다테(이탈리아어: Tradate)는 이탈리아 북부 롬바르디아 지방, 바레세도에 위치한 도시이자 코무네이다. 트라다테는 주의 주도인 바레세에서 15킬로미터(9마일) 정도 떨어져 있으며, 2018년 인구 조사에 따르면 트라다테의 인구는 18,983명으로 집계됐다. 1958년 1월 28일 대통령령에 따라 명예도시로 지정되었다.

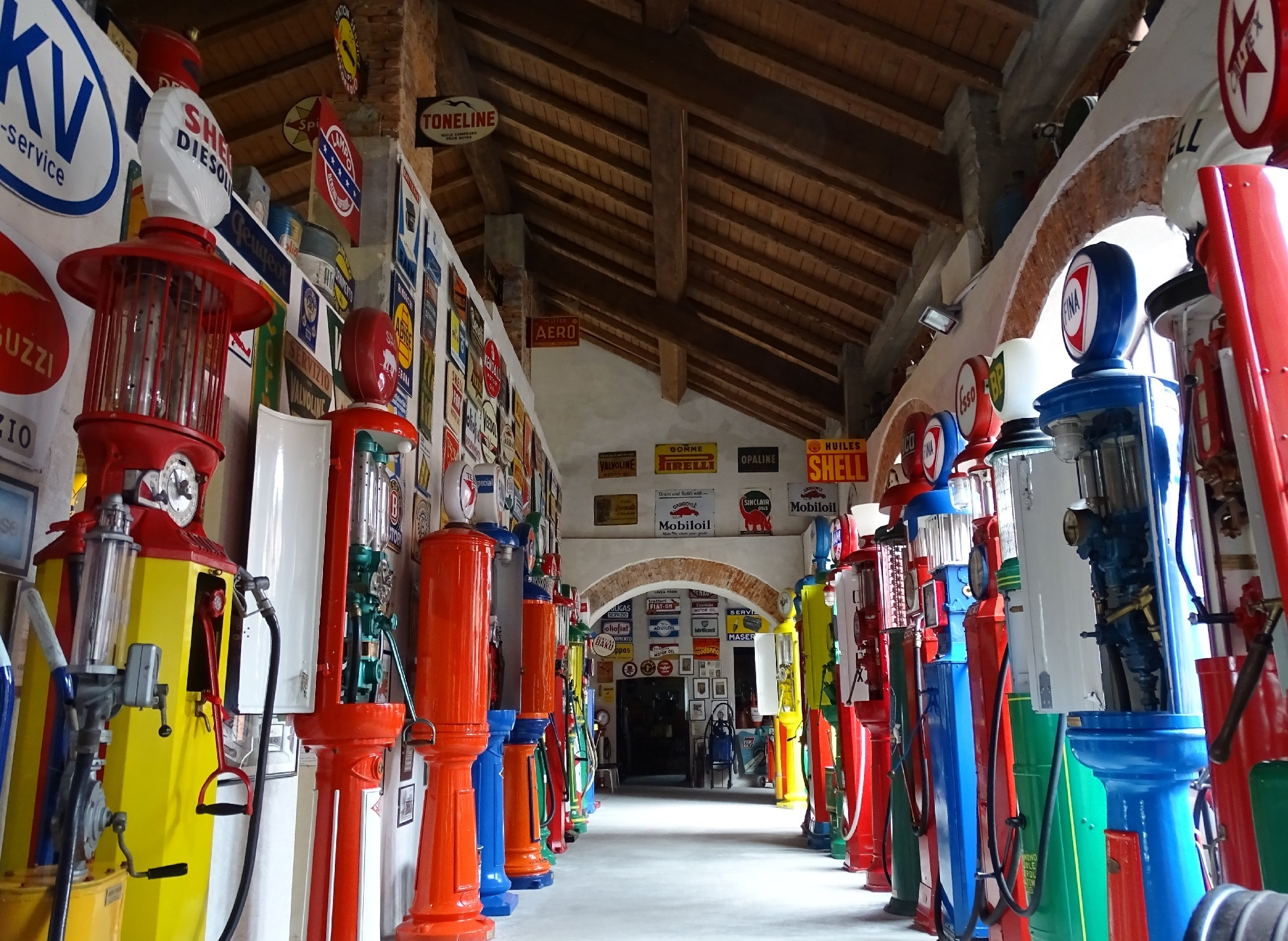
피소그니 주유소 박물관에 전시된 연료 펌프들

트라다테에는 세계에서 가장 많은 연료 펌프를 소장한 박물관으로 기네스 세계 기록에 오른 피소그니 주유소 박물관과 프레라 오토바이 박물관이 있다.

## 지명의 유래
"트라다테"(Tradate)라는 이름의 유래는 확실하지 않으며 이에 대한 두 가지의 다른 해석이 있다.
- 역사가 게르하르트 롤프스(Gerhard Rohlfs)는 트라다테라는 이름이 테오도루스(Theodorus)에서 유래했다고 주장했다.
- 반면에 Antonio Olivieri는 그 명칭이 게르만어 이름인 Teuderad에서 유래했으며 나중에 Tederate로 바뀌었다고 주장했다.[4]

## 역사
로마 시대에는 메디올라눔 빌리티오(Mediolanum-Bilitio)라는 이름의 도로가 트라다테를 통과했다. 이 도로는 바리시움(바레세)을 거쳐 메디올라눔(밀라노)과 루가눔(루가노)을 연결했다. 이 지역은 로마 시대부터 사람이 살고 있었던 것으로 추측되며, 로마 제국의 멸망을 가져온 야만족의 이주 시기에도 사람이 살고 있었다.